# الجحف (القفر)

تعديل مصدري - تعديل

الجحف محلة تابعة لقرية بيت المرادي، التابعة لعزلة بني سيف السافل بمديرية القفر إحدى مديريات محافظة إب في الجمهورية اليمنية، بلغ تعداد سكانها 27 حسب تعداد اليمن لعام 2004.